# Dème d'Árachtos
Le dème d'Árachtos, en grec moderne : Δήμος Αράχθου / Dímos Aráchthou, est un ancien dème du district régional d'Árta, en Épire, Grèce. En 2010, il est fusionné au sein du dème de Nikólaos Skoufás.
Selon le recensement de 2011, la population du dème compte 4 661 habitants.